# Айсмавурк

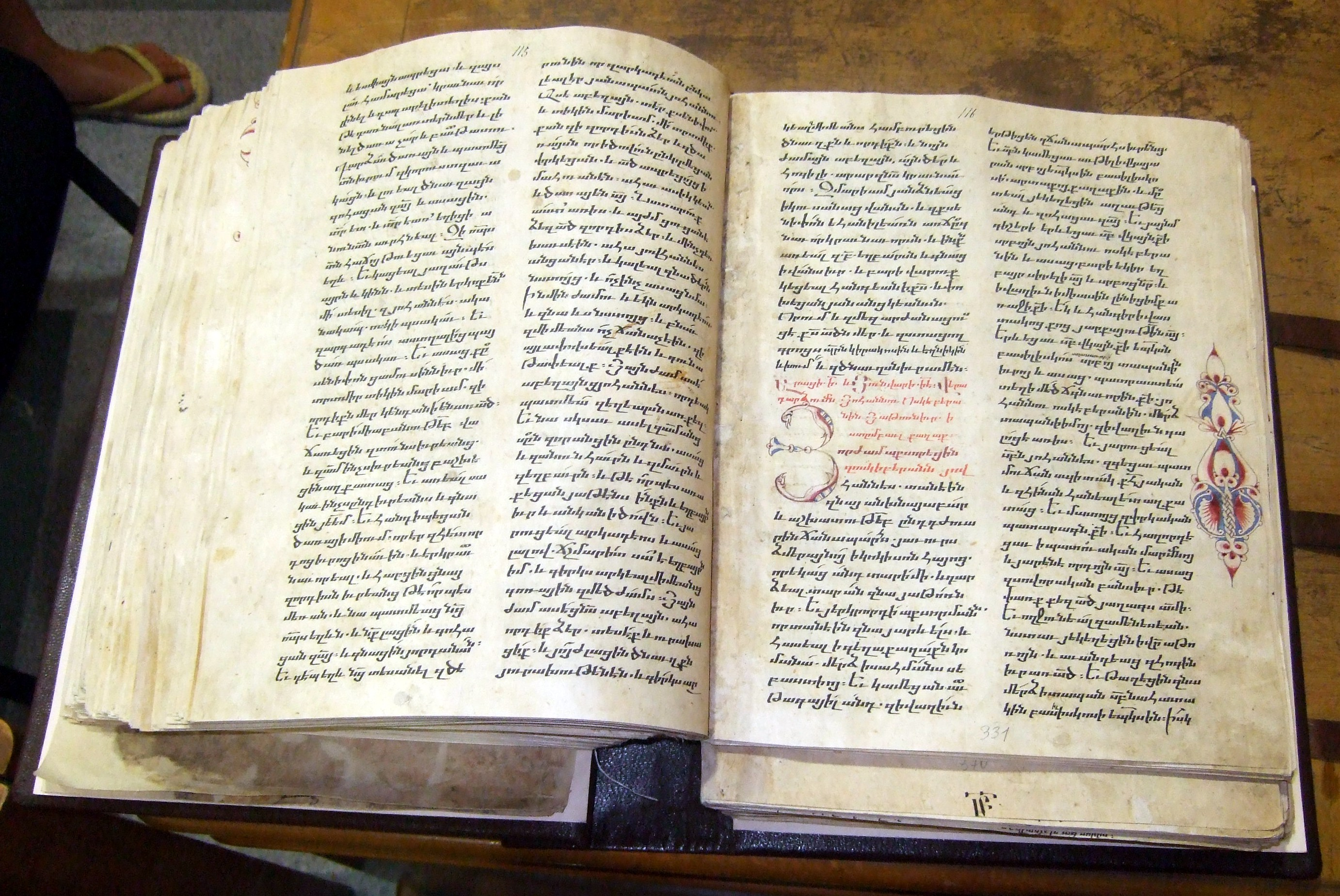
«Айсмавурк» в Матенадаране

Айсмаву́рк (арм. Հայսմավուրք, древнеарм. Յայսմաւուրք) — средневековое армянское собрание христианских праздников, житий и мученичеств святых, написанное в хронологическом порядке. Аналог греческого Синаксария и русского Пролога. Название происходит от древнеармянских корней «айсм» (յայսմ, этот), «авур» (աւուր, день) и окончания множественного числа «к». Такое название закрепилось в XIII веке и связано с тем, что разделы для соответствующих календарных дней начинаются словами «Айсм авур…» (В этот день). Затем числятся отмечаемые в этот день праздники и приводятся жития и мученичества святых, предназначенные для прочтения в церкви в этот день. Эти биографические сочинения имеют также важное историческое значение.

## История
Хотя армянская агиографическая традиция восходит к V веку, первые собрания таких сочинений появились несколько позже. Историческая традиция связывает начало образования «Айсмавурка» с именем Соломона Макенаци, который в 747 году составил праздничные Минеи. В IX веке врач Ованес переводит с греческого ряд мученичеств. В 897 году настоятелем монастыря св. Атома Гагик вардапетом и иереем Григором были переведены ряд мученичеств с сирийского языка и составлен агиографический сборник «Атомагир» (арм. Ատոմագիր, письмо Атома), которым пользовались в ежедневных церковных чтениях. В 1001 году Атом Варагеци, епископ гавара Андзевацик, упорядочил и дополнил этот сборник. «Атомагир» считается прототипом «Айсмавурка», известен также под названием «Хоромадир» (арм. Հոռոմադիր, римский порядок), поскольку хронологический порядок праздников составлен по римскому календарю. Перевод греческого Синаксария католикосом Овсепом Костанднуполсеци в 991 году также значительно способствовал дальнейшему развитию «Айсмавурка». Католикос Овсеп однако добавил к греческому переводу только жития Григора Просветителя, св. Рипсиме и св. Гаянэ. Особенно важен был сборник мученичеств, составленный католикосом Григором Мартиролюбом (1066—1105) в конце XI века, который, после некоторых изменений, стал основой для дальнейших редакций «Айсмавурков».

Первые полноценные «Айсмавурки» появляются в XIII веке, на основе уже существующих агиографических сочинений и собраний. Современные исследователи отмечают четыре основные редакции.

## Редакции

### Тер-Исраэл Хаченци
В 1249 году епископ Хачена Тер-Исраэл по заказу Ванакан Вардапета и князя Гасан-Джалала Дола пишет первый «Айсмавурк». Первым делом он уточняет биографические даты святых из сборника Григора Мартиролюба и включает эти жития в переведённый Овсепом Костанднуполсеци греческий Синаксарий. Тер-Исраэл пишет даты согласно римскому календарю, начиная изложение с 1 января (житием Василия Кесарийского), однако в порядке отмечаемых праздников предпочтение даёт армянским праздникам. В книгу был уже включён «Жития Бориса и Глеба». Несмотря на то, что Тер-Исраэл Хаченци не написал ни одного повествования, он по праву считается автором первого «Айсмавурка», который, кроме понятной ритуальной функции, имел большое дидактическое и историко-художественное значение. Название «Айсмавурк» также принадлежит авторству Тер-Исраэла.

### Киракос Гандзакеци
Уже в 1252 году Киракос Гандзакеци добавляет к «Айсмавурку» Исраэла Хаченци 112 агиографических сочинений и приводит книгу в соответствие с армянским календарём, следуя Григору Мартиролюбу. Изложение начинается с 11 августа, праздником Иоанна Крестителя. Благодаря соответствию армянскому календарю, редакция Гандзакеци обрёл большую популярность. В 1269 году в Сисе Гандзакеци пополняет своё собрание ещё 170 житиями. «Айсмавурк» Киракоса Гандзакеци был некоторое время ошибочно приписан автору XIV века Киракосу Ерзнкаци. В XIV—XV веках в Крыму были написаны несколько редакций «Айсмавурка», восходящие к тексту Гандзакеци.

### Григор Анаварзеци
Католикос Григор Анаварзеци (1293—1305), будучи сторонником сближения армянской и католической церквей, приводит «Айсмавурк» Исраэла Хаченци в соответствие с католическим календарём. По просьбе про-западно настроенного короля Хетума II утверждает праздник «Всех святых» 1 ноября, как у католиков, и даже переносит даты основных христианских праздников (в том числе и Рождество было перенесено с 6 января на 25 декабря). В порядке упоминания церковных праздников также предпочтение даётся католической традиции. «Айсмавурк» Григора Анаварзеци был опубликован в 1834 году. Изначально это издание ошибочно приписывали Исраэлу Хаченци.

### Григор Хлатеци
Текст Григора Хлатеци Церенца значительно отличается от предыдущих редакций своим объёмом и присутствием богатого исторического и географического материала. В нём широко освещены армянские народные традиции, быт и нравы простых людей, даются также народные этимологии многих топонимов и личных имён. Основанный на «Айсмавурке» Киракоса Гандзакеци, в него включены более 700 житий и мученичеств. Хлатеци не только собрал практически все написанные в прошлом агиографические сочинения, но и дополнял их, а также написал много собственных трудов. Он советовал будущим переписчикам дополнять сочинение биографиями мучеников своего времени. В отличие от других авторов «Айсмавурка», у Хлатеци жития носят больше биографический, нежели риторический характер. Если в других «Айсмавурках» все герои — признанные церковью святые, то у Хлатеци, помимо общепринятых, встречаются и выходцы из народа, простые смертные, народные герои. Написан на разговорном, доступном народу языке.

## Издания
В начале XVIII века в типографии известного гравировщика и издателя Григора Марзванеци в Константинополе были изданы две большие редакции «Айсмавурка» (1706 г., 951 стр. и 1730 г., 731 стр.). Книги отличаются высококачественными гравюрами, выполненными лично издателем.

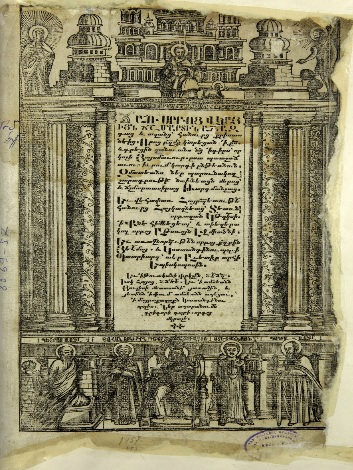
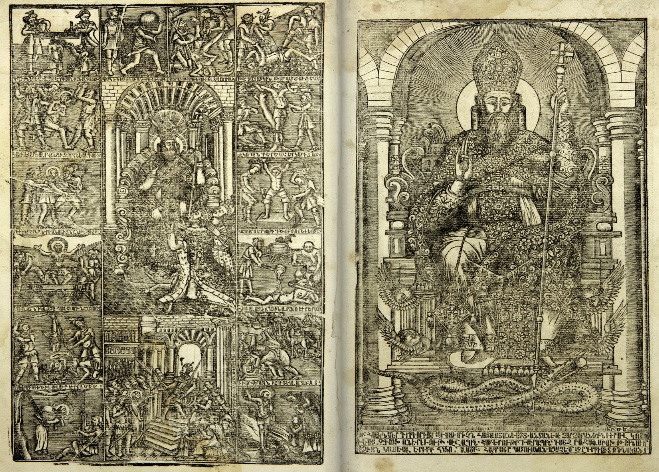
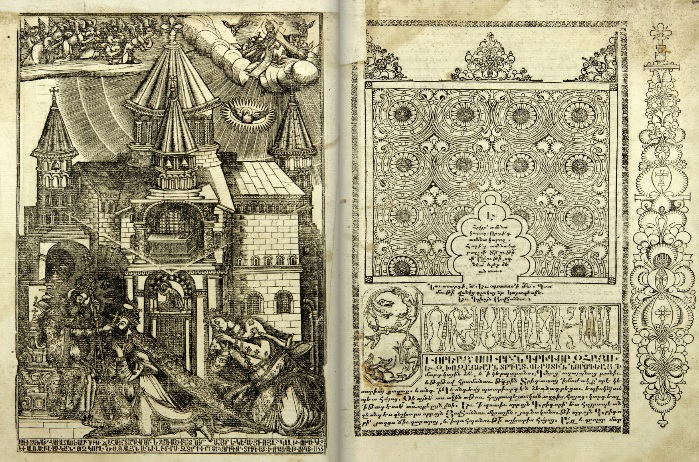
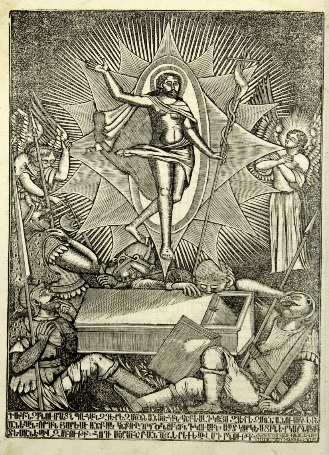
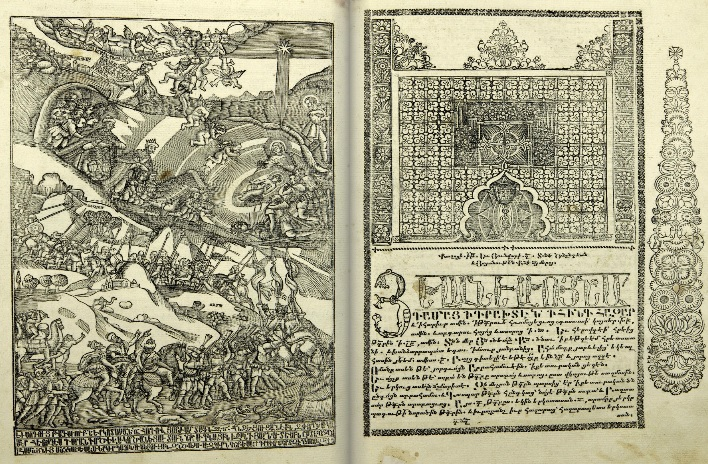
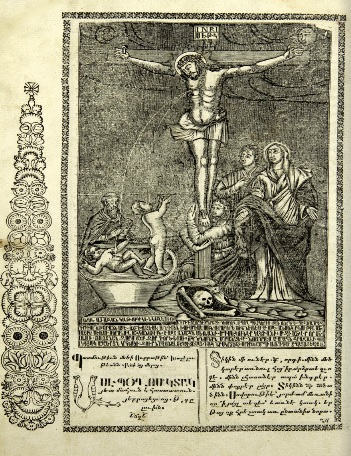
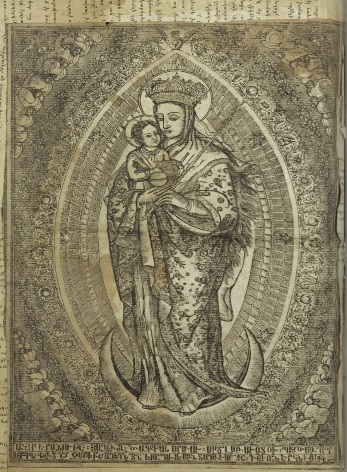

В 2008—2011 годах, при финансовой поддержке благодетеля Саргиса Петояна, издательским отделом св. Эчмиадзина опубликован «Айсмавурк» в 12 томах, в соответствии с месяцами года.